# Карловка (Николаевская область)
Карловка (укр. Карлівка) — село в Новоодесском районе Николаевской области Украины. Входит в состав Антоновского сельского совета.

## География
Село расположено на берегу реки Громоклея. Занимает площадь 0,425 км².

## История
Основано в 1861 году. Первоначально называлось Бубново.

## Население
Население по переписи 2001 года составляло 85 человек.